# Shushtar
Shûshtar (en persa: شوشتر) es una antigua ciudad fortaleza en la provincia de Juzestán en el suroeste de Irán. Está aproximadamente a 92 km de Ahvaz, el centro de la provincia. Tiene una población estimada de 89 255 habitantes en 2005.

## Historia
El antiguo nombre de Shushtar, se remonta a la época aqueménida, y era Šurkutir. El nombre en sí, Shushtar, está relacionado con el nombre de otra antigua ciudad, Susa (o Shush, en pronunciación persa), y significa "más grande (o mejor) que Shush."
Durante la época sasánida, era una ciudad isla sobre el río Karún y seleccionada como la capital de verano. El río fue canalizado para formar un foso alrededor de la ciudad, mientras que se construyeron puentes y puertas principales a Shushtar al este, oeste y al sur. Varios ríos cercanos se dedicaron a la extensión de la agricultura; el cultivo de la caña de azúcar, la principal cosecha, se remonta al año 226. Un sistema de canales subterráneos llamados ghanats, que conectan el río con los depósitos privados de casas y edificios, proporcionaban agua para el uso doméstico y la irrigación, así como para almacenar y proporcionar agua durante la época de guerra cuando las principales puertas estaban cerradas. Restos de estos ghanats pueden aún encontrarse en las criptas de algunas casas. Este sistema complejo de irrigación degeneró durante el siglo XIX, lo que en consecuencia llevó al declive de Shushtar como un importante centro agrícola hasta que se hicieron esfuerzos por revitalizarlo con el reinado del último sah, Mohammad Reza Pahleví, en 1973.
Cuando el sah sasánida Shapur I derrotó al emperador romano Valeriano, ordenó a los soldados romanos cautivos que construyeran un gran puente y un dique que se extendía a lo largo de 550 metros, conocido como el Band-e Qaisar ("Puente de César").
Las paredes de la antigua fortaleza resultaron destruidas a final de la era safávida.

## Personas y cultura
Como otros grupos étnicos persas, la gente de Shushtar, llamados Shushtaris, mantienen un legado cultural único que se remonta a épocas antiguas, y un dialecto persa propio de este grupo.

## Nueva ciudad de Shushtar
En 1973, la dinastía Pahlaví inició esfuerzos para revitalizar la economía de Shushtar, que se había estancado desde que se deterioró el sistema hidráulico en el siglo XIX, y para desarrollar más los recursos agrícolas de la provincia. La corporación agroindustrial Karun construyó una ciudad satélite en la orilla opuesta a la ciudad antigua llamada Nueva Shushtar. El propósito principal de este desarrollo era alojar a los trabajadores de la cercana planta de procesamiento de caña de azúcar, a la vez que se estimulaba el interés en la vieja ciudad y se proveía a las necesidades de alojamiento adicional auspiciado por el desarrollo industrial de la provincia.

## Deportes acuáticos
Los habitantes del Juzestán visitan Shushtar para actividades acuáticas como la natación, la vela o el remo.